# William Lawrence Sebok
William Lawrence Sebok est un astronome américain.

## Biographie
Il est diplômé en 1973 en physique de l'Université d'Akron, et a ensuite obtenu son doctorat en astronomie en 1982 à CalTech. Chercheur à la fin de l'année 1986 à l'université de Princeton, puis à la fin de 1988 à l'université du Maryland, College Park, il a finalement travaillé deux années pour le Space Telescope Science Institute de Baltimore. En 1990 il est retourné à l'université du Maryland.
Le Centre des planètes mineures le crédite de la découverte de deux astéroïdes, effectuée en 1977.
| (2150) Nyctimène | 13 octobre 1977 |
| (2491) Tvashtri  | 15 février 1977 |